# Baryconus stennos
Baryconus stennos är en stekelart som beskrevs av Mikhail Vasilievich Kozlov och Lê 1987. Baryconus stennos ingår i släktet Baryconus och familjen Scelionidae. Inga underarter finns listade.